# Parawixia hypocrita
Parawixia hypocrita là một loài nhện trong họ Araneidae.
Loài này thuộc chi Parawixia. Parawixia hypocrita được Octavius Pickard-Cambridge miêu tả năm 1889.